# Uldis Augulis
Uldis Augulis, né le 16 mars 1972 à Dobele, alors en Union soviétique, est un homme politique letton membre de l'Union des paysans de Lettonie (LZS).

## Biographie

### Formation et vie professionnelle
En 1999, Uldis Augulis commence ses études à la faculté d'économie et de gestion de l'Université de Lettonie et obtient son diplôme en 2003.

### Engagement politique
Élu député à la Diète lors des élections législatives de 2006, il est nommé le 12 mars 2009 ministre du Bien-être social. Après les élections législatives de 2010, il devient ministre des Transports le 3 novembre suivant.
Il perd ce poste le 25 octobre 2011, à la suite de l'exclusion de son parti du gouvernement de coalition formé après les élections législatives anticipées. Le 22 janvier 2014, il retrouve ses anciennes fonctions de ministre du Bien-être social. Lors de la formation du gouvernement de centre-droit de Māris Kučinskis le 11 février 2016, il redevient ministre des Transports.